# Domus Dei

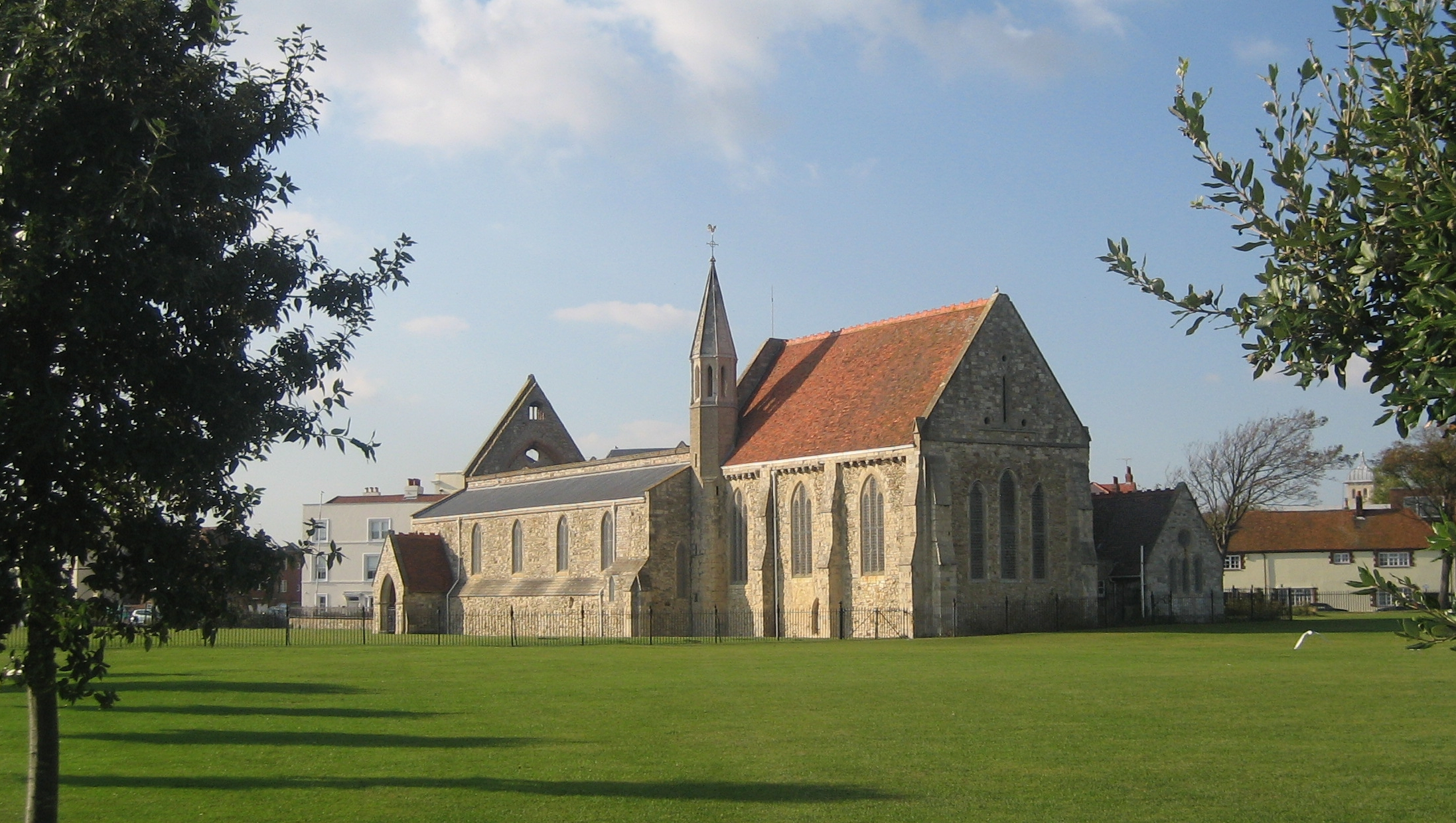
Domus Dei, octubre de 2007.

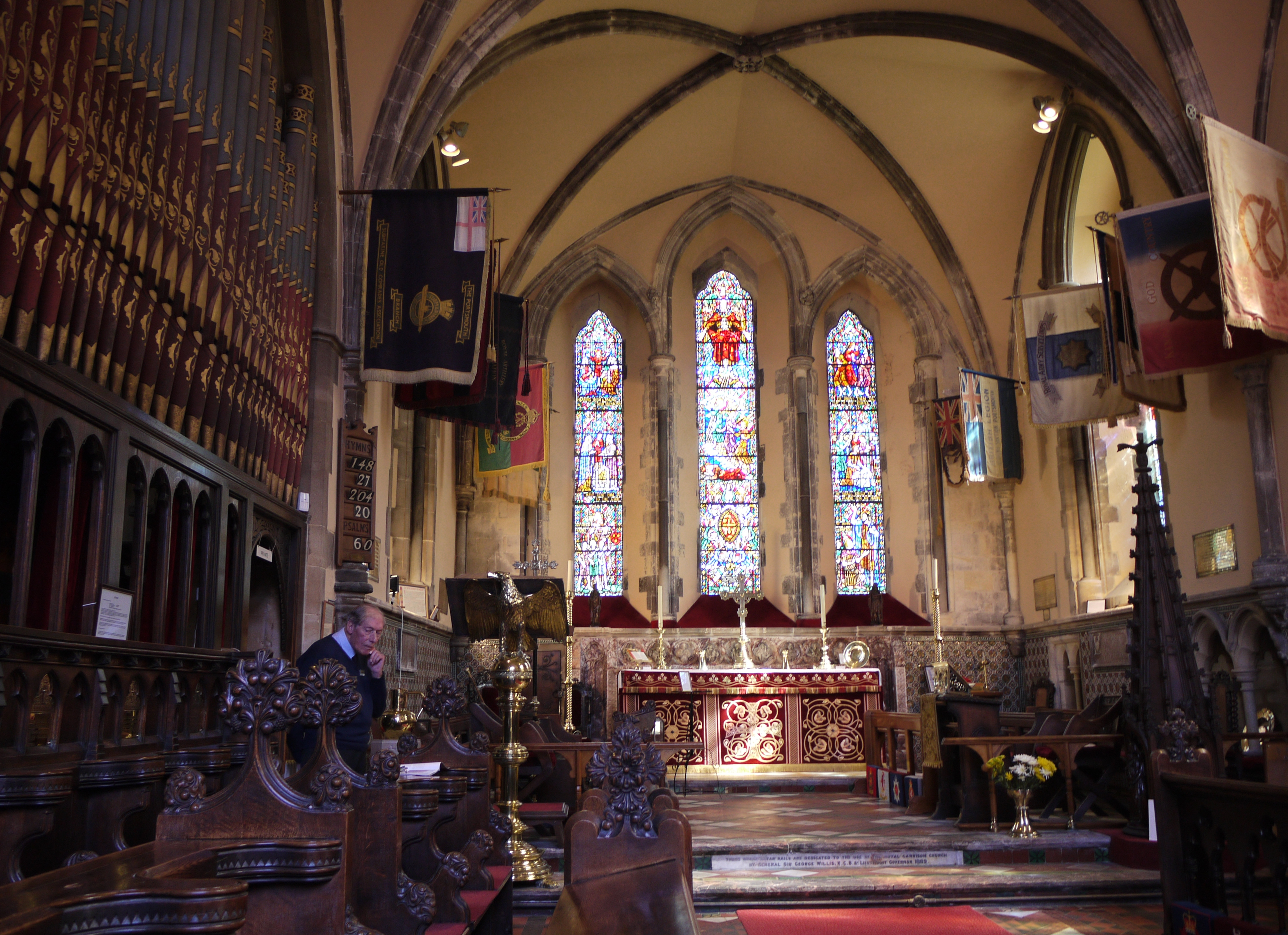
Interior de la iglesia

Domus Dei (Hospital de San Nicolás y San Juan Bautista) era un asilo y hospital fundado en torno a 1212 en Portsmouth, Hampshire (Reino Unido), por Peter des Roches (a veces mal llamado de Rupibus), obispo de Winchester.
Se la conoce también como iglesia de la Guarnición Real y pertenece al English Heritage como monumento planificado.

## Historia
El hospital contaba con un personal permanente de 13 personas: un maestro era responsable de 6 monjas y 6 frailes.
En 1450, un impopular asesor del rey, el obispo Adam Moleyns de Chichester, celebraba un servicio en la capilla de la Domus Dei cuando un grupo de marineros, indignados por haber recibido solo parte de su paga y menos provisiones que las acordadas, irrumpieron en la iglesia, arrastraron fuera al obispo y lo asesinaron.
Como resultado de este hecho, toda la ciudad de Portsmouth fue sometida a una excomunión grave que duró hasta 1508, año en que se eliminó a petición del Obispo Fox de Winchester. Una de las condiciones para anular la excomunión fue la construcción de una capilla junto al hospital.
En 1540 pasó, como otros muchos edificios religiosos, a manos del rey Enrique VIII, y hasta 1560 se utilizó como arsenal. A partir de ese año, la residencia del gobernador militar local se instaló en una mansión cercana. Durante todo este tiempo, la capilla adyacente al hospital siguió en uso. En 1662 la mansión acogió la boda del rey Carlos II y la princesa Catalina Enriqueta de Braganza.
A finales del siglo XVII la iglesia fue deteriorándose hasta que en 1767 realizaron trabajos de restauración y se convirtió en capilla de la guarnición.
La iglesia siguió degradándose hasta 1865, cuando se llevó a cabo un nuevo proyecto de restauración dirigido por G.E. Street que duró varios años.
El 10 de enero de 1941, los edificios de la Domus Dei fueron parcialmente destruidos en un bombardeo alemán, que hizo estallar todas las vidrieras y provocó un incendio que destruyó el techo de la nave. Entre 1947 y finales de la década de 1980 se colocaron nuevas vidrieras. Excepto el ventanal este, de diseño tradicional, las nuevas vidrieras hablan de la relación del ejército británico con esta iglesia y con la ciudad de Portsmouth. 
La capilla sigue existiendo, aunque la nave no tiene techo, y es una popular atracción turística. En 2003 apareció en la serie «Hornblower», donde es la iglesia en la que se celebra la boda del protagonista, Horatio Hornblower.